# Hristina Risteska
Hristina Risteska (mazedonisch Христина Ристеска; * 21. Dezember 1991 in Prilep, Republik Mazedonien) ist eine ehemalige nordmazedonische Leichtathletin, die sich auf den Sprint spezialisiert hat.

## Sportliche Laufbahn
Erste internationale Erfahrungen sammelte Hristina Risteska im Jahr 2009, als sie bei den Junioreneuropameisterschaften in Novi Sad mit 58,58 s in der ersten Runde im 400-Meter-Lauf ausschied. Anschließend trat sie bei den Balkan-Juniorenmeisterschaften in Schimatari über 100, 200 und 400 Meter an und klassierte sich auch mit der nordmazedonischen 4-mal-100- und 4-mal-400-Meter-Staffel. Im Jahr darauf schied sie bei den Juniorenweltmeisterschaften in Moncton mit 58,80 s in der Vorrunde über 400 Meter aus und 2011 wurde sie bei den Balkan-Meisterschaften in Sliwen in 60,70 s Zweite im B-Lauf über 400 Meter und wurde mit der 4-mal-100-Meter-Staffel disqualifiziert. 2012 nahm sie dank einer Wildcard über 400 Meter an den Olympischen Sommerspielen in London teil und schied dort mit 60,86 s im Vorlauf über 400 Meter aus. Im Jahr darauf schied sie bei den U23-Europameisterschaften in Tampere mit 59,49 s in der ersten Runde über 400 Meter aus, ehe sie bei den Balkan-Meisterschaften in Stara Sagora in 59,28 s Dritte im B-Lauf wurde. 2014 wurde sie bei den Balkan-Meisterschaften in Pitești in 60,01 s Zweite im B-Lauf über 400 Meter und wurde im 200-Meter-Lauf in 26,68 s Fünfte im C-Lauf. Anschließend kam sie bei den Europameisterschaften in Zürich mit 57,47 s nicht über die Vorrunde über 400 Meter hinaus. Im Jahr darauf wurde sie bei den Balkan-Hallenmeisterschaften in Istanbul in 58,16 s Fünfte im B-Lauf, ehe sie bei den Halleneuropameisterschaften in Prag mit 57,95 s in der Vorrunde ausschied. Im selben Jahr wurde sie positiv auf die Substanz Stanozolol getestet und daraufhin mit einer vierjährigen Wettkampfsperre belegt, woraufhin sie ihre aktive sportliche Karriere beendete.

## Persönliche Bestzeiten
- 200 Meter: 26,68 s (−3,2 m/s), 27. Juli 2014 in Pitești
  - 200 Meter (Halle): 26,88 s, 24. Januar 2015 in Magglingen
- 400 Meter: 55,69 s, 1. Mai 2015 in Bar
  - 400 Meter (Halle): 57,86 s, 1. Februar 2015 in Magglingen